# Tranvia Asti-Canale
La tranvia Asti-Canale era una linea tranviaria interurbana che collegò le città di Asti e Canale dal 1882 al 1935.

## Storia

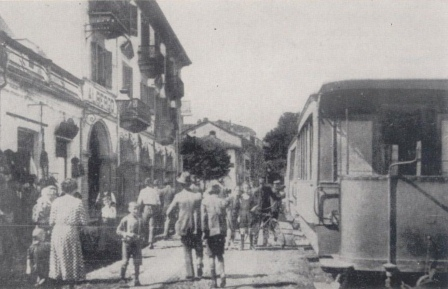
Tram a Canale

Il 15 gennaio 1882 il banchiere francese Alfonso Raoul Berrier-Delaleu, che tra il 1879 e il 1880 aveva fatto costruire le tranvie a vapore Cuneo-Dronero e Saluzzo-Cuneo, stipulò con alcuni comuni dell'Astigiano un contratto per la costruzione e l'esercizio di una linea tranviaria da Asti a Canale d'Alba; a tale contratto ne fece seguito uno analogo un mese dopo per una linea diretta a Montechiaro. L'imprenditore si impegnò a concludere la costruzione delle linee entro sei mesi dall'inizio dei lavori. La linea per Canale fu aperta il 31 dicembre 1882; il primo orario prevedeva quattro coppie di corse giornaliere, che percorrevano i 24 km della linea in un'ora e cinquanta minuti.
Il servizio sulle tranvie astigiane fu presto caratterizzato da lamentele da parte dell'utenza e della stampa, dovute ai frequenti deragliamenti: sulla linea per Canale se ne registrarono cinque nel primo mese d'esercizio. La situazione delle tranvie precipitò ulteriormente con il fallimento di Berrier-Delaleu, dichiarato il 10 marzo 1883 e dovuto anche alla mancata corresponsione da parte dei comuni interessati delle quote stabilite contrattualmente, il quale causò il fallimento delle banche di Carmagnola e Savigliano interessate alle linee del finanziere francese. Le tranvie astigiane furono quindi costrette a sospendere l'esercizio e nel 1884 furono messe all'asta. Alla quinta asta le linee furono cedute al Credito Torinese.

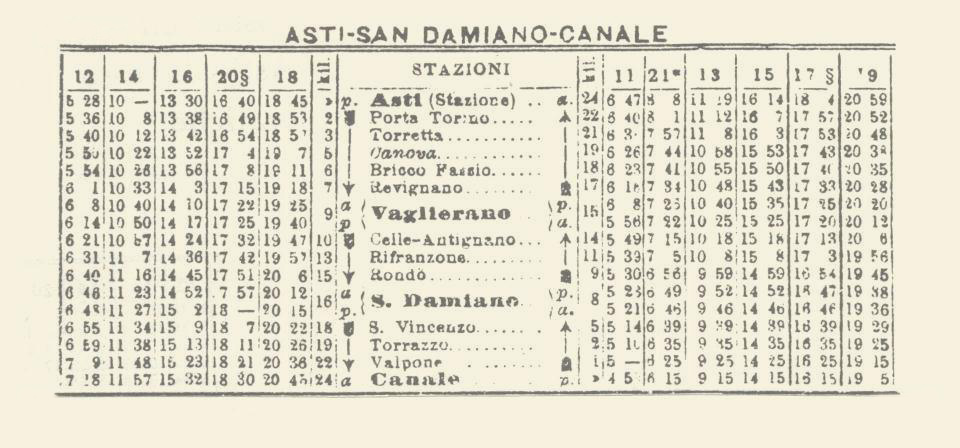
Orario del 1905

Il 18 dicembre 1897 il Credito Torinese, finito in liquidazione, cedette le due linee tranviarie alla Società Anonima delle Tramvie Astigiane, costituitasi nello stesso anno per gestire le due linee e per costruire ed esercire la tranvia Asti-Montemagno. La società nel 1908 fu ribattezzata Società Astese-Monferrina di Tramvie e Ferrovie (SAMTF).
Nel 1926 la SAMTF passò alla gestione governativa, sotto la quale fu redatto un progetto per la ricostruzione delle linee, che prevedeva la completa ricostruzione della Asti-Canale come ferrovia economica a scartamento normale, da esercitare con automotrici a gasolio e da allacciare alla ferrovia Torino-Genova presso la stazione di San Damiano d'Asti.
Il 1º luglio 1932 cessò la gestione provinciale (nel frattempo subentrata alla gestione governativa) delle linee astesi-monferrine, alla quale si sostituì la Società Anonima Ferrovie Elettriche Riunite (FER), nuova denominazione della SAMTF; il 30 dicembre 1935 la linea, insieme alle altre della FER (fallita nello stesso anno), cessò l'attività, sostituita da autobus.

## Caratteristiche
|  | Unknown route-map component "uexKBHFa" |

| Unknown route-map component "uexCONTgq" | Unknown route-map component "uexABZgr" |  |

|  | Unknown route-map component "uexHST" |

|  | Unknown route-map component "uexBHF" |

|  | Unknown route-map component "uexBHF" |

| Unknown route-map component "uexCONTgq" | Unknown route-map component "uexABZgr" |  |

|  | Unknown route-map component "uexBHF" |

|  | Unknown route-map component "uexHST" |

|  | Unknown route-map component "uexBHF" |

| Unknown route-map component "STR+l" | Unknown route-map component "uxmKRZo" | Unknown route-map component "CONTfq" |

| Station on track | Unknown route-map component "uexBHF" |  |

| Unknown route-map component "CONTgq" | One way rightward | Unused straight waterway |  |  |

|  | Unknown route-map component "uexHST" |

|  | Unknown route-map component "uexHST" |

|  | Unknown route-map component "uexBHF" |

|  | Unknown route-map component "uexBHF" |

|  | Unknown route-map component "uexBHF" |

|  | Unknown route-map component "uexHST" |

|  | Unknown route-map component "uexHST" |

|  | Unknown route-map component "uexHST" |

|  | Unknown route-map component "uexHST" |

|  | Unknown route-map component "uexHST" |

|  | Unknown route-map component "uexKBHFe" |

La linea tranviaria era a binario singolo a scartamento ridotto di 1100 mm. Si sviluppava per 24,032 km. La pendenza massima era del 35 per mille, il raggio minimo delle curve di 40 metri; la velocità massima ammessa era di 18 km/h.
La linea contava quattordici tra fermate e stazioni, alcune delle quali facoltative.

### Percorso

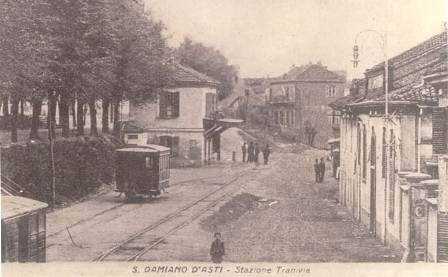
San Damiano, stazione

La stazione tranviaria di Asti si trovava nei pressi della stazione ferroviaria, dove in seguito fu costruita la stazione delle autolinee.
Sino al 1889 la linea percorreva il lato ovest di piazza Campo del Palio, piazza Alfieri e corso Alfieri, giungendo a Porta Torino; da quell'anno la tranvia cambiò percorso, per limitare rumore e inquinamento, transitando per corso Stazione (ribattezzato in seguito corso Gramsci e corso Don Minzoni) sino a Porta Torino, per poi proseguire sino al rione Torretta, dove si distaccava la linea per Cortanze.
Da lì la linea seguiva la statale per Torino fino al Palucco dove imboccava la provinciale Asti-Alba, percorrendo la valle del torrente Borbore; nei pressi della stazione di Vaglierano sorpassava la ferrovia Torino-Genova, servendo altresì quella che in seguito sarebbe diventata la stazione di San Damiano d'Asti.

## Materiale rotabile

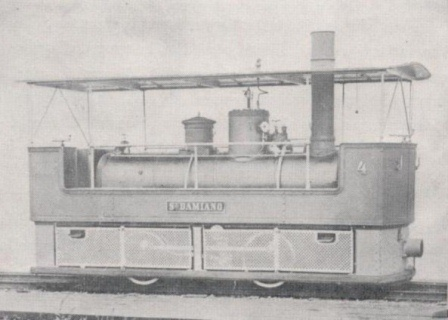
Locomotiva San Damiano

Sulla tranvia prestarono servizio locomotive a vapore di tipo tranviario; le prime a entrare in servizio furono costruite dalla Winterthur, e ad esse se ne affiancarono altre di costruzione Henschel & Sohn, Krauss e Hanomag. Le carrozze erano costruite dagli stabilimenti Locati di Torino e Grondona di Milano.
Nel 1927 il parco rotabili risultava composto da sei locomotive a vapore, 16 rimorchiate a due assi e 36 carri merce.

### Materiale motore - prospetto di sintesi[15]
| Unità   | Anno di costruzione | Costruttore | Quantità | Tipo     | Velocità massima |
| ------- | ------------------- | ----------- | -------- | -------- | ---------------- |
| 1 ÷ 4   | 1882                | SLM         | 4        | a 2 assi | 30 km/h          |
| 5 ÷ 6   | 1882                | Henschel    | 2        | a 2 assi | 30 km/h          |
| 8 ÷ 9   | 1882                | Krauss      | 2        | a 2 assi | 25 km/h          |
| 10 ÷ 12 | 1885-1886           | Krauss      | 3        | a 2 assi | 25 km/h          |
| 21      | 1911                | Hanomag     | 1        | a 2 assi | 25 km/h          |